# گاس ون سنت
گاس گرین ون سنت جونیور (به انگلیسی: Gus Greene Van Sant Junior) (زاده ۲۴ ژوئیه ۱۹۵۲) کارگردان، عکاس، موسیقی‌دان، نویسنده و فیلم‌نامه‌نویس آمریکایی است. او نامزد اسکار بهترین کارگردانی برای فیلم‌های ویل هانتینگ خوب در سال ۱۹۹۷ و میلک در سال ۲۰۰۸ و همچنین برنده نخل طلای جشنواره کن در سال ۲۰۰۳ برای فیلم فیل است.
او همجنسگرا است و معمولاً به این مورد و همچنین به سایر اقلیت‌ها در فیلم‌هایش اشاره‌هایی دارد.
فیلم‌نامهٔ اکثر فیلم‌هایش را خودش می‌نویسد و رمانی به نام صورتی دارد. کتابی نیز از عکاسی‌های او به نام ۱۰۸ پرتره به چاپ رسیده است.

## اوایل زندگی
او در ۲۴ ژوئیه ۱۹۵۲ در شهر لویی ویل ایالت کنتاکی متولد شد. به دلیل شغل پدرش که یک فروشنده و همیشه در حال مسافرت بود، خانواده‌اش در دوران کودکی او مدام در سفر بودند.
او از ابتدا به نقاشی و فیلم‌سازی با دوربین‌های سوپر۸ علاقه داشت و زمانی که در دبیرستان بود، فیلم‌های کوتاهی با الهام از زندگی خودش با هزینه‌هایی در حدود ۳۰ تا ۵۰ دلار ساخت.
در ۱۹۷۰ به دلیل علاقه‌اش به هنر، به یک مدرسهٔ طراحی رفت که در آن‌جا با دیوید برن و سایر اعضای گروه تاکینگ هدز همکلاسی بود. در همین مدرسه بود که ون سنت با کارگردان‌های پیشرویی مثل اندی وارهول آشنا شد. این آشنایی باعث شد که او به سرعت گرایشش را از نقاشی به سینما تغییر دهد.

## زندگی حرفه‌ای

### ابتدای کار
بعد از مدتی زندگی در اروپا، ون سنت در ۱۹۷۶ به لس آنجلس رفت. او در آن‌جا دستیار تولید کن شاپیرو — کارگردان و نویسنده — شد و به همراه او بر روی چند طرح کار کردند که هیچ وقت به نتیجه‌ای نرسیدند. او در این مدت بیشتر با هالیوود آشنا شد و توجه‌اش به لس‌آنجلس و مردم حاشیهٔ آن جلب شد، به حدی که بیشتر فیلم‌های بعدی‌اش را بر پایهٔ زندگی این افراد نوشت.
او سپس به نیویورک رفت و در یک شرکت تبلیغاتی شروع به کار کرد. با ۲۰۰۰۰ دلاری که در مدت دو سال کار در آن‌جا پس‌انداز کرده بود، فیلم شب بد را به صورت سیاه و سفید ساخت که در مورد رابطهٔ عاشقانهٔ یک مهاجر مکزیکی با فروشندهٔ یک فروشگاه مشروب بود. این فیلم برای او در جشنواره‌ها آوازهٔ زیادی به همراه آورد، تا اندازه‌ای که لس آنجلس تایمز آن را بهترین فیلم مستقل سال نامید. موفقیت این فیلم توجه هالیوود را به او جلب کرد و کمپانی یونیورسال با او قرارداد بست. این قرارداد البته بعداً فسخ شد؛ چون کمپانی مایل به کمک به ون سنت در ساخت طرح‌های شخصی او نبود.
بعد از آن، او به پورتلند برگشت و شروع کرد به کار بر روی طرح‌هایی که یونیورسال رد کرده بود. او در ۱۹۸۹ در مورد معتادانی که به یک داروخانه دستبرد می‌زنند تا مواد مورد نیازشان را تأمین کنند، فیلم ولگرد دراگ‌استورها را ساخت. این فیلم نیز در میان منتقدان بسیار محبوب شد و علاوه بر تثبیت جایگاه ون سنت، به مت دیلون به عنوان بازیگر کمک بسیاری کرد.

### ۱۹۹۰ تا ۱۹۹۵
ون سنت در ۱۹۹۱، فیلمی ساخت که در آن مثل فیلم قبلی‌اش، به گروه‌های حاشیهٔ جامعه پرداخت و آن را در پورتلند فیلمبرداری کرد. آیداهوی اختصاصی خودم فیلمی بود با بازی ریور فینیکس و کیانو ریوز. این فیلم هم مثل ولگرد دراگ‌استورها برندهٔ جایزهٔ بهترین فیلمنامه شد و علاوه بر آن، ریوز را به منتقدان شناساند.
پروژهٔ بعدی ون سنت، اقتباسی از کتاب حتی دختران گاوچران هم نغمه‌های بلوز را می‌فهمند اثر تام رابینز، یک شکست بزرگ برای ون سنت، هم از نظر مردم و هم منتقدان بود. با وجود بودجهٔ بسیار زیادی که برای آن در نظر گرفته شده بود - حدود ۸٫۵ میلیون دلار - و حضور بازیگرانی مثل اوما تورمن و جان هرت و کیانو ریوز، نتیجهٔ نهایی فیلم چیزی نزدیک به یک فاجعه بود. او این فیلم را به ریور فینیکس تقدیم کرده و همچنین قبل از آن تصمیم داشت فیلمی با حضور فینیکس در مورد زندگی اندی وارهول بسازد که به علت مرگ فینیکس این پروژه منتفی شد.
پروژهٔ بعدی او، اقتباس از رمانی به نام به خاطرش مردن از جویس مینارد بود که کمدی سیاهی با حضور نیکول کیدمن، مت دیلون و واکین فینیکس بود و به او کمک کرد موفقیتش را دوباره به دست بیاورد. به خاطرش مردن اولین کار ون سنت برای یک کمپانی بزرگ -کلمبیا- بود و موفقیتش باعث شد که راه او برای انتخاب کارها بازتر شود.
در همان سال بود که او تهیه‌کنندهٔ فیلم بچه‌های لری کلارک شد. موضوع این فیلم از موضوعات مورد علاقهٔ ون سنت بود و همچنین عکس‌هایی که کلارک قبلاً از معتادها گرفته بود، یکی از منابع ون سنت در ساخت ولگرد دراگ‌استورها بود.

### موفقیت عمومی (۱۹۹۷–۲۰۰۳)
در ۱۹۹۷، با ساختن ویل هانتینگ خوب بر اساس فیلم‌نامه‌ای از مت دیمون و بن افلک، گاس ون سنت برای اولین بار به عموم مردم شناسانده شد و فیلم علاوه بر فروش ۲۲۰ میلیون دلاری، نامزد چند اسکار، از جمله بهترین کارگردانی برای ون سنت شد. همچنین مت دیمون و بن افلک و رابین ویلیامز برای این فیلم برندهٔ اسکار شدند.
موفقیت ویل هانتینگ خوب، فرصتی برای ون سنت پدید آورد که بتواند روانی هیچکاک را بازسازی کند. او آن را صحنه به صحنه و به صورت رنگی، با حضور گروهی از بازیگرهای جوان هالیوود دوباره فیلمبرداری کرد. فیلم در میان منتقدان با نظرهای متفاوتی همراه بود، ولی حتی اگر نتوان آن را یک شکست قاطعانه نامید، این فیلم از افتخارات کارنامهٔ ون سنت نیست و با این‌حال، در آن زمان هیچ‌کدام از این مسائل تأثیری در روند کار او نداشت و او خیلی زود سرگرم انتشار دو آلبوم موسیقی و یک رمان شد. رمان او به نام صورتی، کتاب کوچکی در مورد ناراحتی ون سنت دربارهٔ مرگ ریور فینیکس بود.
نتیجهٔ کار ون سنت در سال ۲۰۰۰ بر روی یافتن فارستر بهتر بود. باز هم عکس‌العمل منتقدها متفاوت، ولی در مجموع نظرشان نسبت به فیلم مساعد بود. آن‌ها عموماً کارگردانی ون سنت را تحسین کرده و از فیلمنامهٔ مغشوش آن ناراضی بودند.

### بازگشت به سینمای شخصی
علاقهٔ ون سنت به سینمای جمع‌وجورتر، باعث شد که کار برای استودیوها را موقتاً کنار بگذارد و با الهام از کارهای بلا تار، کارگردان و جان کاساوتیس، در سال ۲۰۰۲ فیلمی به نام جری با حضور کیسی افلک و مت دیمون در بیابان‌های آرژانتین، یوتا و نوادا بسازد. این فیلم در جشنواره فیلم ساندنس برای اولین بار اکران شد و با خط داستانی بی‌حادثه و فیلمبرداری درخشان هریس سویدز، به همان اندازه که تشویق شد، مورد انتقاد هم قرار گرفت.
یک سال بعد در زمانی که ون سنت مشغول ساخت فیلم بعدی‌اش فیل بود اکران شد. او از سوی تهیه‌کنندهٔ فیلم، دایان کیتون، برای ساختن فیلمی در مورد کشتار سال ۱۹۹۹ در دبیرستان کلمباین انتخاب شد و تصمیم گرفت که فیلم را در دبیرستانی در شهر خودش پورتلند، با حضور تعداد زیادی دانش‌آموز بسازد. با برداشت‌های طولانی و فیلمبرداری روی دست و معلق، فیلم در جشنوارهٔ فیلم کن بسیار تشویق شد. اتفاق‌نظری در مورد فیلم در بین داوران وجود نداشت و با این حال، فیلم برندهٔ نخل طلا و تندیس بهترین کارگردانی برای گاس شد. موفقیت فیل باعث شد که ون سنت، درآمد حاصل از فروش اولین اکران آن در آمریکا را به موسسه‌ای هدیه کند که به نوجوانان خیابانی کمک می‌کند.
در سال ۲۰۰۵، ون سنت فیلم آخرین روزها را با حضور مایکل پیت ساخت؛ فیلمی که خود او از آن به عنوان آخرین قسمت از سه‌گانهٔ مرگش — با جری و فیل — یاد می‌کند. این فیلم روایتی داستانی از آخرین روزهای پیش از مرگ کرت کوبین، خوانندهٔ گروه نیروانا است که در آن ون سنت با الهام از اتفاقات واقعی، زندگی یک هنرمند راک افسرده را روایت می‌کند.
سال بعد، در ۲۰۰۶، ون سنت فیلمی بنا بر کتابی از بلیک نلسون به نام پارانوئید پارک، در مورد پسر نوجوان اسکیت‌بازی که اتفاقی کسی را می‌کشد ساخت. فیلم در فوریهٔ ۲۰۰۸ در اروپا اکران شد و قبل از آن هم در جشنوارهٔ فیلم کن، جایزهٔ ویژهٔ شصتمین سال جشنواره را به خود اختصاص داد. در همان سال، او دو فیلم کوتاه ساخت که اولی به مناسبت شصتمین سال جشنوارهٔ فیلم کن به گروهی از کارگردانان محبوب این جشنواره سفارش داده شده بود و دومی در مجموعه فیلم‌هایی که در مورد شهر پاریس با نام پاریس، دوستت دارم تهیه شد، قرار داشت.
در ۲۰۰۸، ون سنت فیلم کوتاهی برای مجموعه فیلم ۸ ساخت که شامل همفکری هشت کارگردان معروف با یکدیگر است و سپس کار بر روی ساخت فیلمی به نام میلک بر اساس زندگی هاروی میلک — سیاست‌مدار و اولین همجنسگرایی در دنیا که در یک انتخابات عمومی، برای کسب یک مقام دولتی رای آورد — را شروع کرد. شان پن در نقش هاروی میلک، جاش برولین، امیل هرش و جیمز فرانکو از ستاره‌های این فیلم هستند و فیلم در سال ۲۰۰۸ به نمایش درآمد و در اسکار ۲۰۰۹ در ۸ رشته از جمله بهترین فیلم و بهترین بازیگر نقش اول مرد نامزد اسکار شده است.
فیلم بعدی ون سنت، بی‌قرار، در بخش جایزه برای کارهای نو و نگاهی نو جشنوارهٔ فیلم کن در سال ۲۰۱۱ به نمایش درآمد. سرزمین موعود، بر اساس فیلمنامه‌ای از جان کرازینکی و مت دیمون، ۲۸ دسامبر ۲۰۱۲ به نمایش درآمد.

## فیلم‌های بلند
- شب بد (۱۹۸۵)
- ولگرد دراگ‌استورها (۱۹۸۹)
- آیداهوی اختصاصی خودم (۱۹۹۱)
- حتی دختران گاوچران هم نغمه‌های بلوز را می‌فهمند (۱۹۹۳)
- به خاطرش مردن (۱۹۹۵)
- ویل هانتینگ خوب (۱۹۹۷)
- روانی (۱۹۹۸)
- یافتن فارستر (۲۰۰۰)
- جری (۲۰۰۲)
- فیل (۲۰۰۳)
- آخرین روزها (۲۰۰۵)
- پارانوئید پارک (۲۰۰۷)
- میلک (۲۰۰۸)
- بی‌قرار (۲۰۱۱)
- سرزمین موعود (۲۰۱۲)
- من مایکل هستم (۲۰۱۵)، تهیه‌کننده
- دریای درختان (۲۰۱۵)
- دره‌های عمیق (۲۰۱۵)
- نگران نباشید، او با پای پیاده زیاد دور نخواهد شد (۲۰۱۸)

## جوایز
- آیداهوی اختصاصی خودم (۱۹۹۱)
  - جشنواره فیلم ونیز - بخش اصلی
  - جشنواره فیلم تورنتو - برندهٔ جایزهٔ منتقدان
- ویل هانتینگ خوب (۱۹۹۸)
  - جشنواره فیلم برلین - بخش اصلی
  - جایزه اسکار بهترین کارگردانی (نامزد)
  - انجمن کارگردانان آمریکا - بهترین کارگردانی (نامزد)
- یافتن فارستر (۲۰۰۰)
  - جشنوارهٔ فیلم برلین - برندهٔ جایزهٔ خانهٔ سینمای هنری آلمان
- جری (۲۰۰۲)
  - جشنوارهٔ فیلم تورنتو - برندهٔ جایزهٔ ویژهٔ داوران
- فیل (۲۰۰۳)
  - جشنوارهٔ فیلم کن - نخل طلا (برنده)
  - جشنوارهٔ فیلم کن - بهترین کارگردانی (برنده)
- آخرین روزها (۲۰۰۵)
  - جشنوارهٔ فیلم کن - بخش اصلی
- پارانویید پارک (۲۰۰۷)
  - جشنوارهٔ فیلم کن - برندهٔ جایزهٔ ویژهٔ شصتمین سال جشنواره (و برای مجموعه کارهایش)